# Spiritisme (Allan Kardec)
Vous lisez un « bon article » labellisé en 2011.
Cet article traite du spiritisme quand il s'agit de la doctrine philosophique codifiée par Allan Kardec. Lorsque le mot « spiritisme » se rapporte à « la communication avec les esprits », consultez l'article : spiritisme.

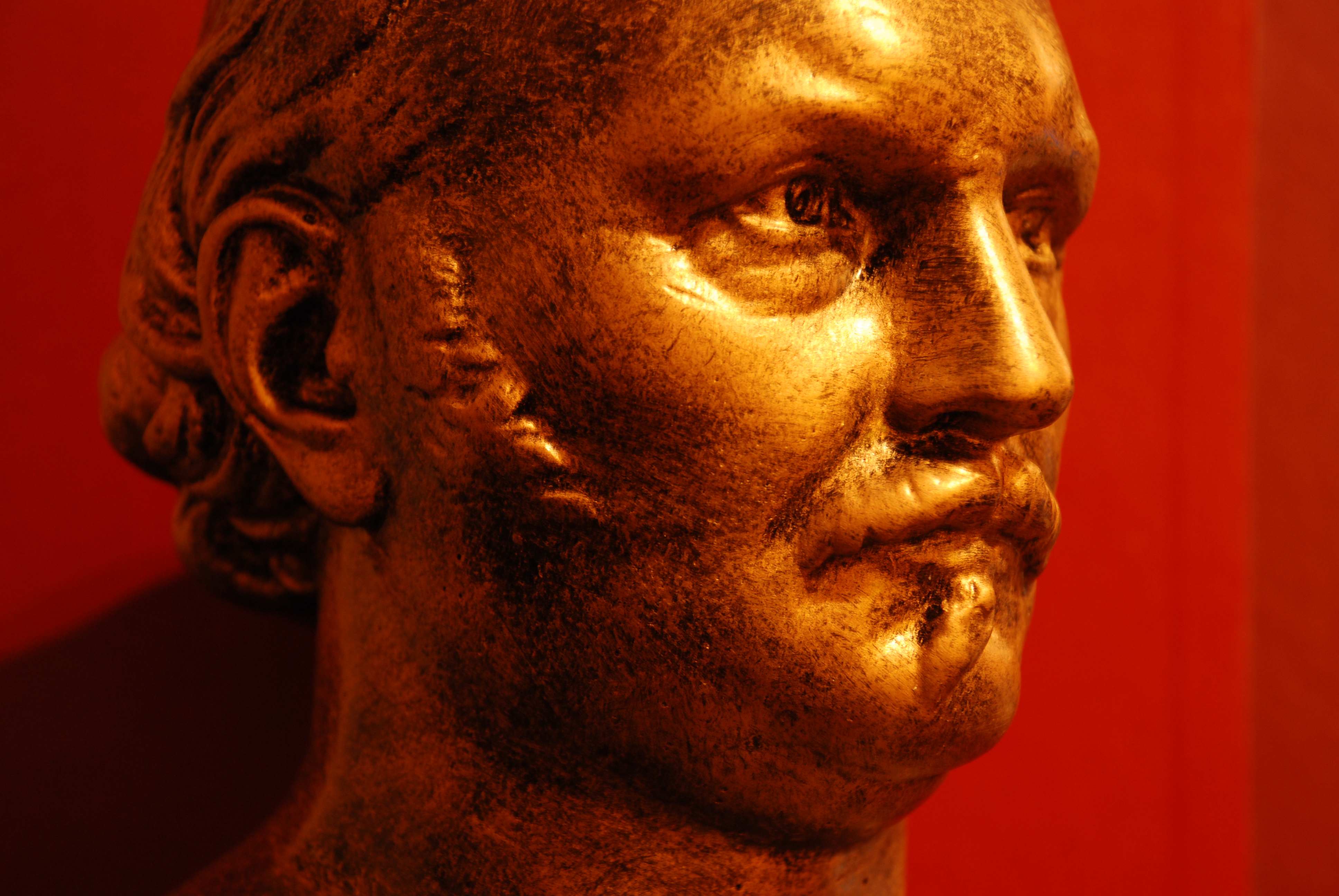
Allan Kardec (1804-1869), fondateur de la philosophie spirite et inventeur du mot « spiritisme ».

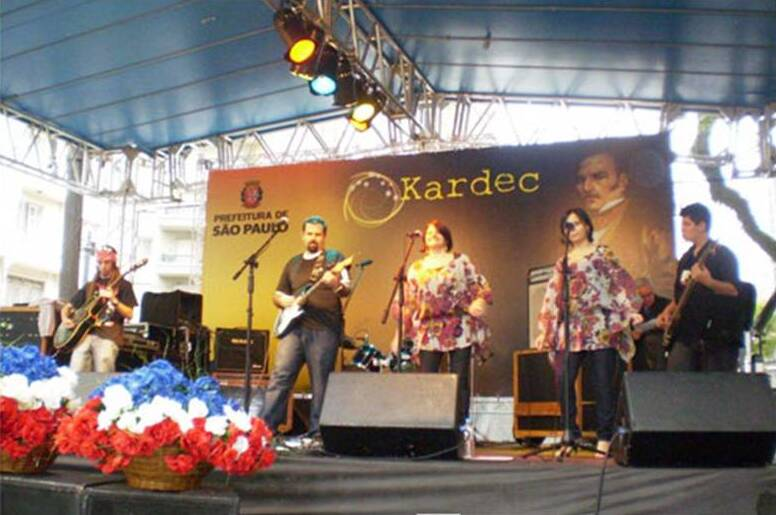
Festival spirite dans les rues de São Paulo en 2010.

Le spiritisme codifié par Allan Kardec est une philosophie spiritualiste qui apparaît à Paris en 1857 et qui donne naissance à un mouvement socio-culturel en Europe, jusqu'au début du XXe siècle. Kardec en expose les principes dans Le Livre des Esprits et dans les ouvrages suivants.
Allan Kardec définit le spiritisme comme une doctrine fondée sur l'existence, les manifestations et l'enseignement des esprits, possédant des lois morales et reposant sur une échelle spirite. Ce courant de pensée estime que les médiums peuvent communiquer avec les défunts, par l'utilisation d'une énergie spirituelle au moyen du périsprit. D'abord européen, ce mouvement s'est ensuite diffusé en Amérique latine et il constitue aujourd'hui une importante religion du Brésil, influente tant dans la vie politique que sociale.
Fondé sur la croyance en Dieu, en la réincarnation et en la communication avec l'au-delà, le spiritisme regroupe actuellement plus de dix millions d'adeptes à travers le monde, très majoritairement situés en Amérique latine. Il a influencé nombre de courants spiritualistes et a joué un rôle important dans l'avènement de la psychiatrie moderne.

## Étymologie, définition et synonymes

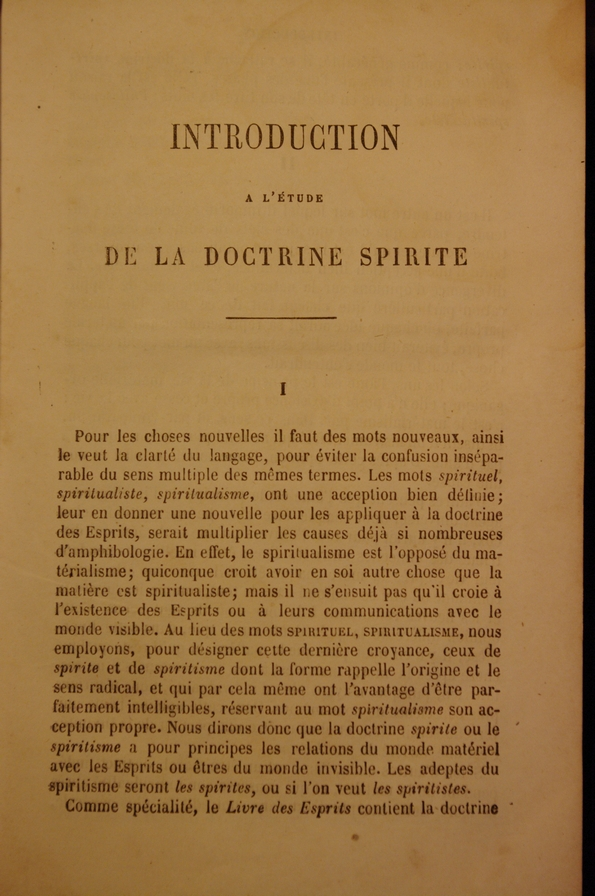
Première apparition du mot « spiritisme » dans la littérature française. Le Livre des Esprits, page 1, avril 1857.

Le mot « spiritisme » est un néologisme, inventé par Allan Kardec pour nommer la nouvelle doctrine spirituelle qu'il exposa dès 1857,,,, et qui fut probablement inspiré par le mot anglais spiritism. Refusant le titre d'« auteur », Kardec devint ainsi le « codificateur du spiritisme »,,,.
Kardec expliqua dans la première page de l'introduction de son Livre des Esprits qu'il devait utiliser ce nouveau mot afin de donner une identité propre à la philosophie qu'il présentait. Dans le même ouvrage, il inventa également les mots « périsprit » et « spirite ». Le fait d'avoir institué un mot nouveau fut d'ailleurs reproché à Kardec ; à son époque, le mot « spiritisme » était parfois qualifié de barbarisme. En français, ce n'est qu'en 1860 que le mot fait son apparition dans le Dictionnaire français illustré et Encyclopédie universelle.
Avant l'usage de ce mot, les Français parlaient de « phénomènes magnétiques », de « phénomènes du spiritualisme », de « spiritualisme moderne », ou de « spiritualisme américain ». Après son apparition, le mot « spiritisme » désigna dans le vocabulaire courant toutes ces pratiques, même s'il s'agissait là d'un abus de langage. Si le terme s’est imposé rapidement, c’est parce qu’il permettait de lever une ambiguïté lexicale. En effet, il n'était pas clair de traduire le mot anglais « spiritualism » par le mot français « spiritualisme », car celui-ci avait déjà une signification, celle du spiritualisme philosophique. Ainsi, forgé au départ pour nommer un enseignement moral, le mot « spiritisme » fut progressivement associé à toutes les activités visant à communiquer avec l'au-delà.
Le spiritisme est une doctrine spiritualiste, fondée sur l'existence, les manifestations et l'enseignement des esprits. Cette doctrine accepte formellement l'existence de Dieu, de la vie éternelle, de lois morales et d’une communication concrète avec divers êtres spirituels, notamment les défunts. Le spiritisme soutient également la réincarnation, sans la considérer comme nécessairement terrestre. Sous sa forme pratique, le spiritisme expérimente diverses méthodes pour tenter de communiquer avec les esprits de l'au-delà. L’instrument utilisé lors de ces tentatives est le médium. Le spiritisme s’affiche comme une discipline qui ambitionne le progrès moral et intellectuel. Il prétend constituer un trait d'union entre la science et la religion. Les adeptes de cette doctrine sont appelés « spirites » ou « spiritistes ».
Comme synonymes du spiritisme d'Allan Kardec, les auteurs utilisent aussi différentes expressions telles que : « doctrine spirite », « philosophie spirite », « kardécisme », « nouvelle révélation », « Troisième Testament », « religion des Esprits », ou « codification spirite ». Par ailleurs, dans la langue anglaise, le mot « spiritism » est souvent synonyme de « French spiritualism » (spiritualisme français).

## Historique et influence du spiritisme «kardéciste»

### Le contexte

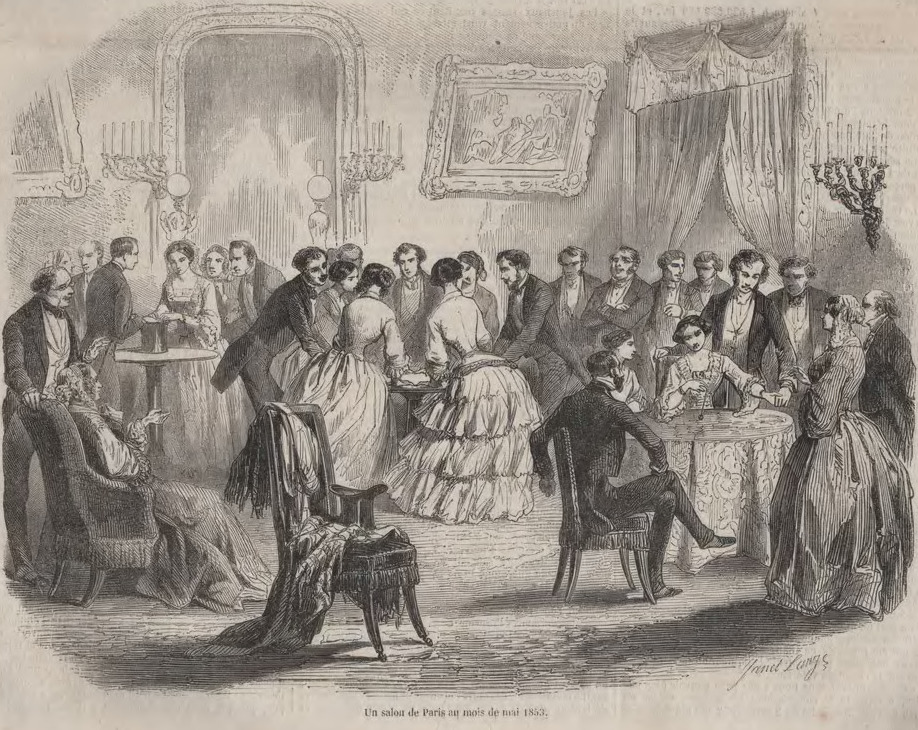
Image parue dans L'Illustration en 1853. À gauche un couple fait mouvoir un chapeau alors qu'au centre un groupe se concentre sur un guéridon et à droite une dame utilise un pendule,.

En 1847, la famille Fox qui vit dans une ferme de Hydesville, dans l'État de New York, déclare entendre des coups dans les cloisons et dans les meubles. En présence des sœurs Fox, les bruits semblent leur répondre de manière intelligente. Ce phénomène constatable par un nombre croissant de témoins est bientôt attribué à l'esprit d'un colporteur assassiné par un ancien locataire. Grisées par leur popularité, les sœurs Fox multiplient les exhibitions publiques et suscitent des vocations. Quantité de médiums prétendent alors pouvoir échanger avec les défunts et le mouvement du spiritualisme moderne anglo-saxon gagne rapidement des millions d'adeptes dans tous les États-Unis.
En 1852, une mission de médiums américains parcourt l'Angleterre. L'année suivante, quand la mode des « tables tournantes » touche la France, le mesmérisme, le swedenborgisme et le fouriérisme ont déjà préparé le terrain au « spiritualisme moderne », comme on disait à l'époque. Tous les salons de la bonne société du Second Empire discutent du sujet et tentent des expériences paranormales.
En 1854, un instituteur lyonnais, Léon Rivail, découvre ces séances insolites pendant lesquelles on « magnétise les tables ». Durant les années suivantes, il fréquente régulièrement une famille dont les filles déclarent être médiums écrivains (« psychographes »). Progressivement, Rivail vient à chaque réunion avec une série de questions méthodiquement préparées pour noter les réponses données par les médiums. À partir de la synthèse de ses notes, il publie Le Livre des Esprits, le 18 avril 1857, sous le pseudonyme d'Allan Kardec et donne naissance à une philosophie qu'il baptise « spiritisme ».

### La naissance

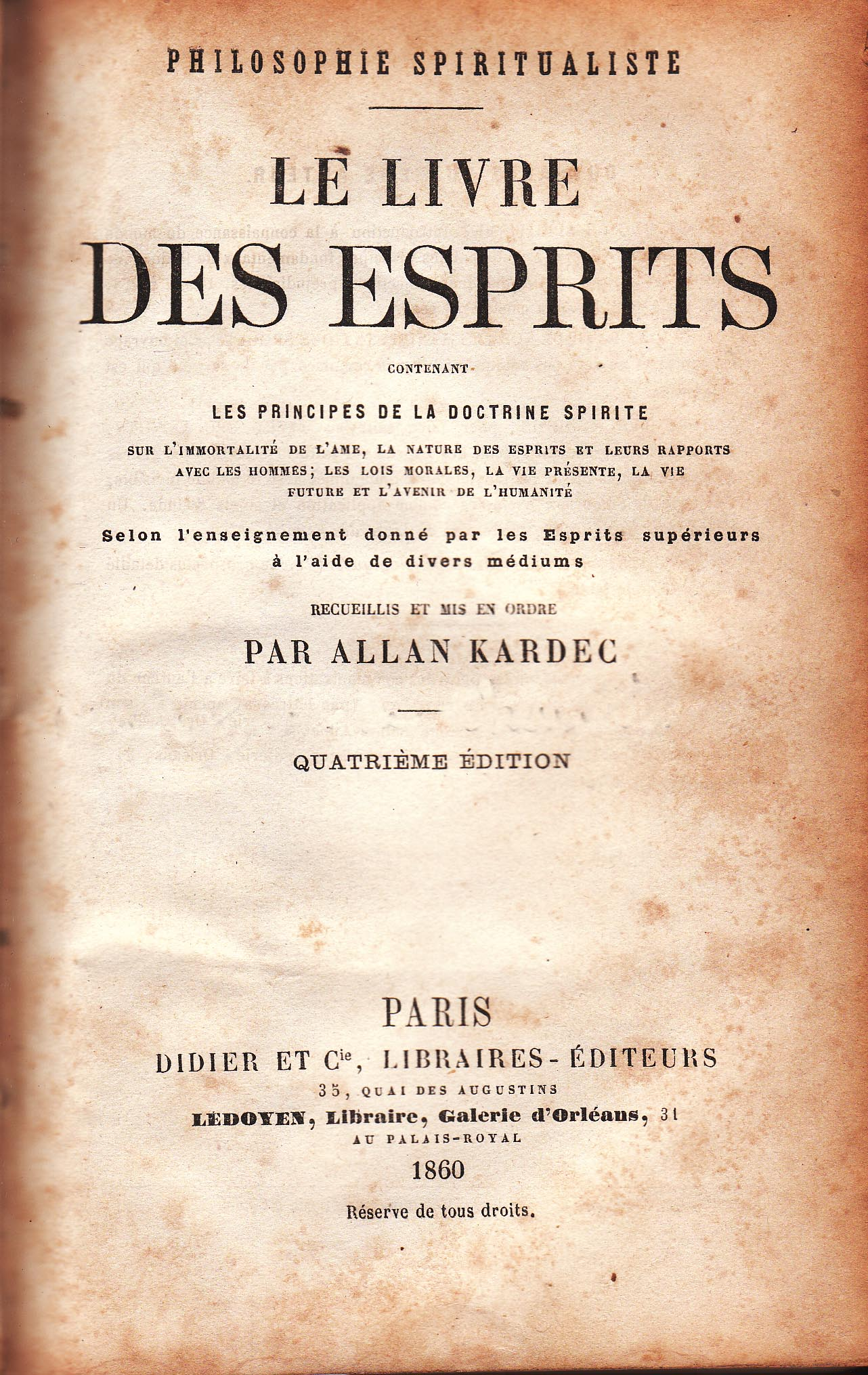
Page de garde du Livre des Esprits, édition de 1860, son entête est : philosophie spiritualiste.

Le Livre des Esprits connaît un succès immédiat. Réédité cinquante fois en cinquante ans, il éclipse à cette époque tous les autres ouvrages sur l'au-delà. Au début du mouvement, Kardec ne songe nullement à fonder un courant de pensée et encore moins une religion. Mais il est très vite entraîné par la popularité de son œuvre. Des témoignages lui parviennent spontanément de tous les pays et les visiteurs se pressent à sa porte. L'empereur Napoléon III lui-même s'entretient avec lui. Il envisage alors de structurer son activité.
Kardec fonde La Revue spirite qui sort des presses le 1er janvier 1858 et connaît plus de succès que celle publiée en 1857, la Revue spiritualiste de son concurrent Zéphyr-Joseph Piérart, anticlérical plus affirmé. En quelques années, elle est diffusée dans le monde entier et compte des centaines de collaborateurs dont Victor Hugo, Victorien Sardou et Camille Flammarion. En avril 1858 est constituée la Société parisienne des études spirites, et Paris devient alors la capitale internationale du spiritisme.
Après avoir publié le volet théorique du spiritisme dans son premier ouvrage, Kardec passe au volet expérimental en rédigeant Le Livre des médiums en 1861, ouvrage qui développe les conséquences pratiques du précédent. Il complète par la suite la doctrine spirite par une interprétation du christianisme associée à des principes moraux et sociaux. Cela aboutit à L'Évangile selon le spiritisme (1864), Le Ciel et l'Enfer (1865) et La Genèse selon le spiritisme (1868). Ces cinq ouvrages fondamentaux du spiritisme,,,, continuellement réédités depuis leurs premières parutions, constituent aujourd'hui encore la référence doctrinale du Conseil Spirite International. À des fins de vulgarisation, Allan Kardec rédige également un résumé de 180 pages intitulé Qu’est-ce que le spiritisme ? (1859), ainsi qu'un petit fascicule Le Spiritisme à sa plus simple expression (1861).

### La diffusion

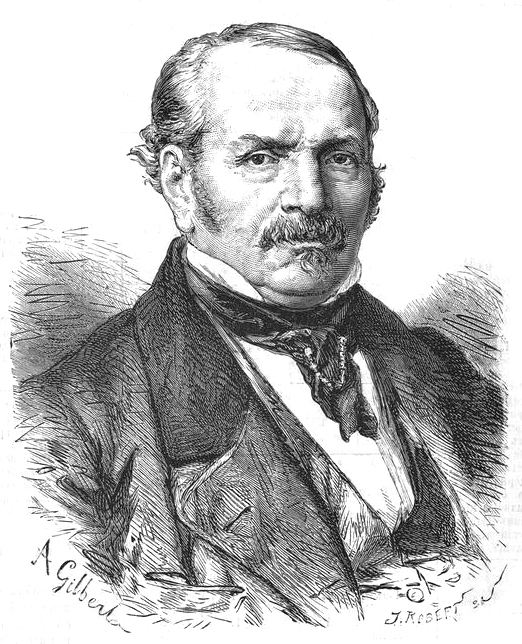
Portrait d'Allan Kardec paru dans L'Illustration, le 10 avril 1869.

Le spiritisme se propage en quelques années avec une rapidité rare pour un mouvement social. Devant les désordres provoqués par la multiplication des médiums et des débats houleux qui s'ensuivent, Kardec entreprend des voyages en province afin d'unifier les adeptes. Il forme partout des petits groupes destinés à devenir des centres spirites « sérieux » en écartant les personnes qui ne viendraient que par goût du sensationnel.
Le spiritisme s'appuie sur ces « sociétés d'études » pour tenter de constituer une grande famille solidaire ainsi qu'une école de la charité. Les spirites lyonnais prennent la tête du mouvement et revendiquent trente mille spirites en 1862. Cette même année, Kardec visite les principales villes françaises et propage son instruction devant des salles combles. Au fur et à mesure de sa croissance, le spiritisme se transforme. Il délaisse son côté expérimental pour s'impliquer davantage dans les œuvres sociales et la philanthropie. Les groupes organisent des caisses de secours pour les indigents, des collectes pour les chômeurs et mettent en place les premières crèches. La Revue spirite prend parti pour le vote des femmes, l'abolition de l'esclavage, l'abolition de la peine de mort, l'internationalisme et le pacifisme.
Kardec ne ménage pas ses efforts et ses détracteurs le qualifient de « pape du spiritisme ». Épuisé par les polémiques, le travail et les déplacements, il tombe malade en 1866 et meurt d'un anévrisme en 1869. Dans la France de Napoléon III, le spiritisme regroupe alors plus d'un demi-million de personnes, avec des ramifications dans le monde entier.

### L'apogée et le déclin en Europe

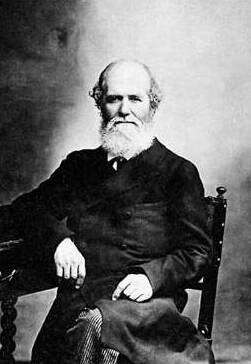
Pierre-Gaëtan Leymarie, vers 1885.

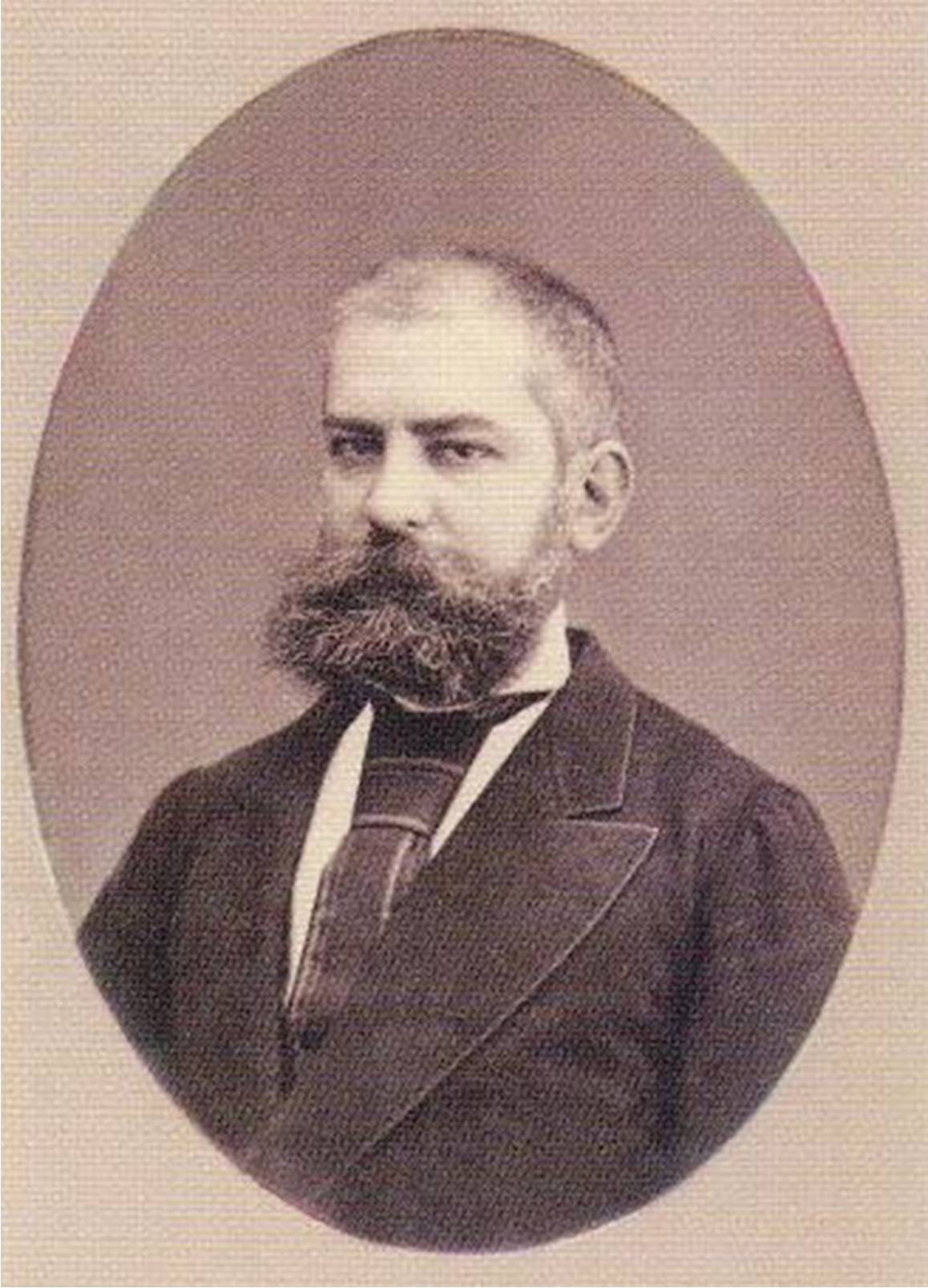
Luis Francisco Benítez de Lugo y Benítez de Lugo (1837-1876).

Pierre-Gaëtan Leymarie (1817-1901) prend la direction officielle du mouvement et de La Revue spirite après la mort du maître. Ardent républicain et hostile au Second Empire, il maintient pendant trente ans la croissance du spiritisme, malgré des problèmes politiques et une condamnation pour fraude en 1875, suivie d'une réhabilitation. Dans les années 1880-1910, il existe en Europe une véritable culture spirite, les associations, les revues et les ouvrages se comptent par centaines. Eugène Nus (1816-1894) dans Les choses de l'autre monde fait état de messages qui arriveraient de manière incontrôlée sous sa plume. Eugène Bonnemère (1813-1893) collabore à plusieurs journaux spirites. Victor Hugo (1802-1885) témoigne dans Les tables tournantes de Jersey. Théophile Gautier (1811-1872) fait publier le conte spirite Avatar en 1857, avant d'écrire pour Le Moniteur universel une nouvelle intitulée simplement Spirite. Camille Flammarion (1842-1925) rend compte de son étude du monde des esprits dans les trois volumes de La mort et son mystère et Les Habitants de l’autre monde. Sir Oliver Lodge (1851-1940) publie des études scientifiques sur le sujet. Léon Denis (1846-1927) et Gabriel Delanne (1857-1926) multiplient les ouvrages complémentaires de la doctrine et contribuent à sa popularité dans toutes les classes de la société. Quelques signes annoncent cependant une perte d'influence dès la fin des années 1860 qui voit l'Église adapter son culte du purgatoire à la sensibilité contemporaine et le néorationalisme gagner les organisateurs du mouvement spirite, notamment la Ligue de l'enseignement de gauche.
En Espagne, l'un des grands pionniers du spiritisme fut Luis Francisco Benítez de Lugo y Benítez de Lugo, VIIIe marquis de Florida et Xe seigneur d'Algarrobo y Bormujos, qui fit la présentation d'un projet de loi pour l'enseignement officiel du spiritisme, le lisant sur 26 août 1873.
À partir de 1917, le Vatican interdit officiellement aux catholiques de participer à des séances spirites et radicalise sa position vis-à-vis d'une philosophie qui se présente elle-même comme une « troisième révélation », après celle de Moïse et de Jésus. À l'intérieur du mouvement, plusieurs courants commencent à apparaître. Des adeptes s'organisent sous forme d'Églises et de groupes de prières, à l'instar de leurs homologues britanniques. D'autres orientent leurs activités dans un sens plus rationaliste pour évoluer vers ce qu'on appelle la « métapsychie » et qui deviendra plus tard la parapsychologie. Ainsi, Émile Boirac considère en 1911 que le spiritisme est « une des explications philosophiques des faits psychiques » et écarte la croyance dans l'au-delà. À l'inverse, un psychologue orthodoxe comme William James rejoint la croyance spirite vers la fin de sa vie. Tout comme Ernest Bozzano qui propage sa pensée en Italie. En septembre 1925, le spiritisme européen atteint son apogée lors de son gigantesque congrès mondial à Paris, présidé par Arthur Conan Doyle. À partir de là, son déclin rapide se produit sous l'effet de plusieurs facteurs.
Il y a tout d'abord des cas de personnes qui profitent de la popularité du spiritisme pour organiser des fraudes et des impostures. Au discrédit, s'ajoutent les tensions entre les spirites et d'autres mouvances comme l'occultisme de Papus ou la théosophie d'Helena Blavatsky. Non seulement la métapsychie avance ses propres explications des phénomènes spirites, mais également la psychanalyse et la psychiatrie s'intéressent au psychisme et à ses manifestations. Le monde scientifique du début du XXe siècle affiche un rejet de plus en plus marqué des concepts spiritualistes. Les changements de mentalité qui s'opèrent à la même époque sont tout autant fatals au romantisme qu'au spiritisme et le mouvement s'éteint dans sa patrie d'origine, ne conservant que quelques groupes isolés. Son impact le plus important s'amorce sur un autre continent.

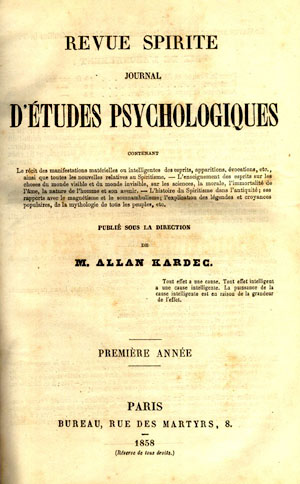
Couverture du premier numéro de La Revue spirite (1858).
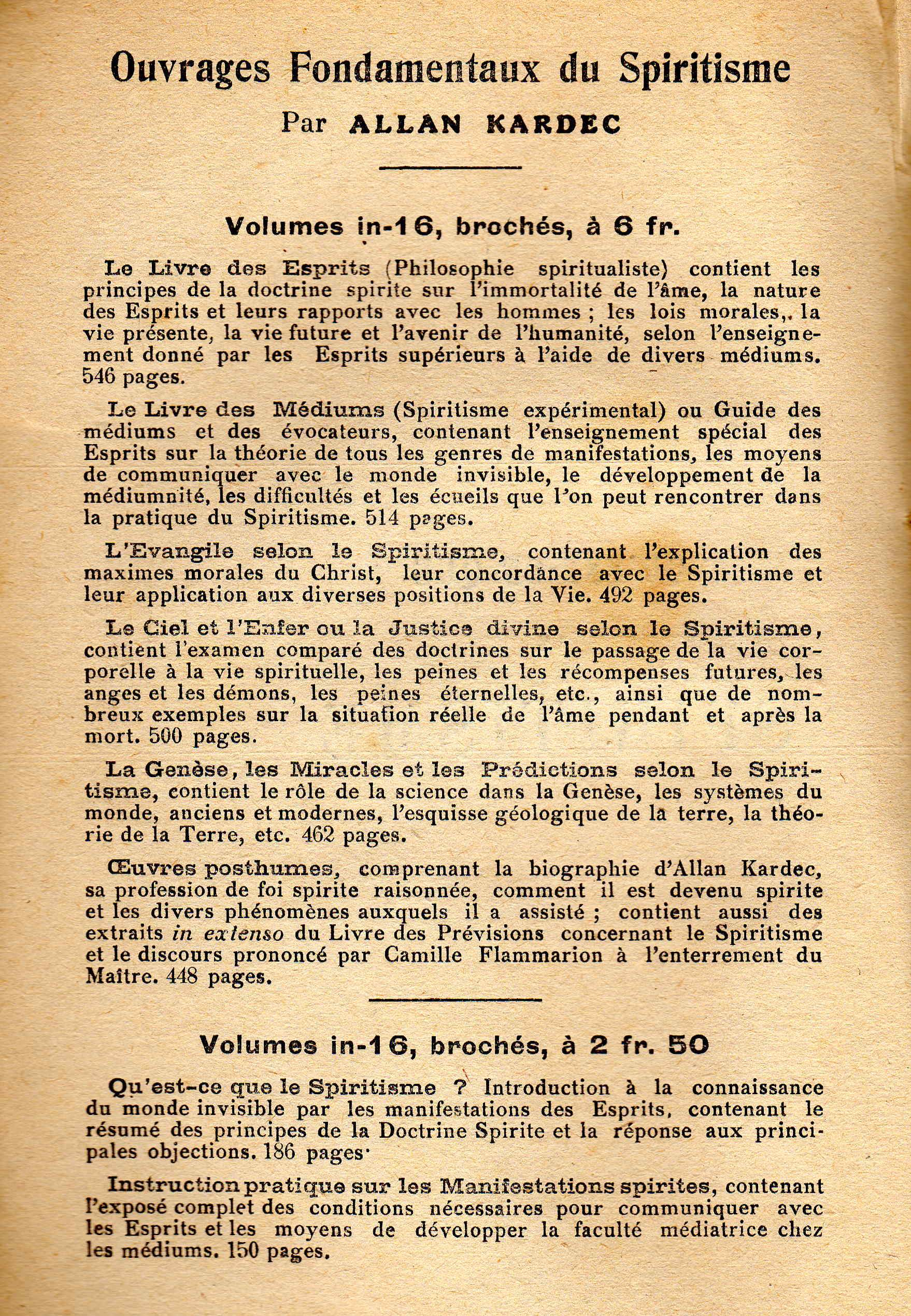
Extrait d'un catalogue de 1924 mentionnant les ouvrages fondamentaux du spiritisme.
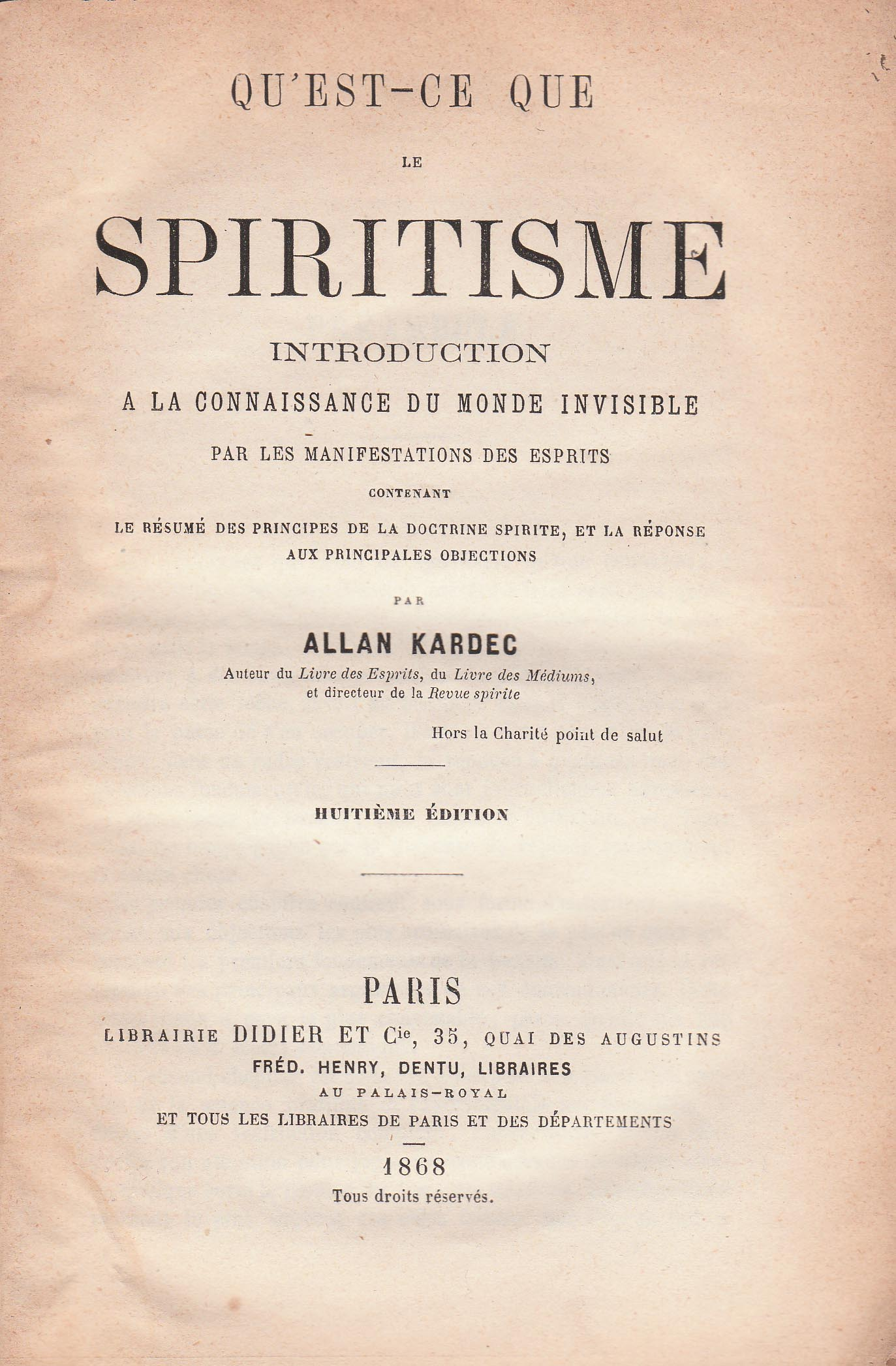
Page de garde de Qu'est-ce que le spiritisme ?, édition de 1869.

### L'expansion au Brésil

#### DuXIXesiècleaux années 1930

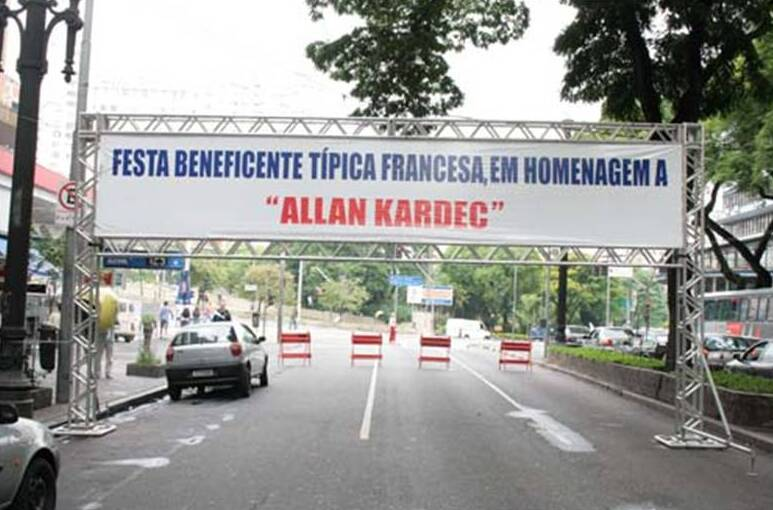
Fête de charité typiquement française en hommage à Allan Kardec, São Paulo, 2008.

À la fin du XIXe siècle, Rio de Janeiro s'affiche comme le centre culturel du Brésil et accueille avec intérêt le spiritisme venu de Paris, une autre capitale des arts ; le pays avait déjà favorablement acquis les idées du marquis de Puységur et de Fourier. Des intellectuels brésiliens entretiennent une correspondance avec Pierre-Gaëtan Leymarie et collaborent à La Revue spirite avant de publier des dizaines de journaux spirites comme O Reformador, Eco de Alem-Tumulo, Espiritualismo experimental, Era Novo, Regenerator, Evoluçao, ou A voz espirita. Profitant de l'essor du journalisme, le spiritisme se répand à travers le pays.
Son principal porte-parole est le député de Rio Bezerra de Menezes (1831-1900). Ce médecin et homme politique très populaire prend la direction de la jeune Fédération spirite brésilienne qui tente de gagner en influence sur le champ religieux.
Dans ce contexte, la toute jeune république brésilienne inscrit dans son code pénale, pour une courte période, la condamnation des pratiques spirites.
Dans la ville de São Paulo, António Gonçalves da Silva (1839-1909), dit « Batuira », devient un propagateur dynamique en fondant des œuvres sociales ainsi que la revue Verdade e Luz. Dans la même région, Augusto Militão Pacheco (1866-1954), médecin et inspecteur sanitaire de l'État de São Paulo, installe des dispensaires spirites et convertit nombre de ses confrères. Les zones reculées du Brésil sont sillonnées par un propagateur de l'œuvre de Kardec, Cairbar Schutel (1868-1938), surnommé le « Bandeirante du spiritisme ». Schutel établit à Matão un important centre spirite puis édite le bulletin O Clarim diffusé à 40 000 exemplaires en 1913 et qui existe encore. Dans les années 1920 et 1930, il fonde le mensuel Revista Internacional do Espiritismo, écrit 17 livres et anime une série de conférences radiodiffusées. Son action sociale s'affirme aussi par l'organisation gratuite de soins et l'ouverture des premiers hôpitaux spirites, dont celui d'Araraquara qui porte aujourd'hui son nom, dans l'avenue qui lui est dédiée.

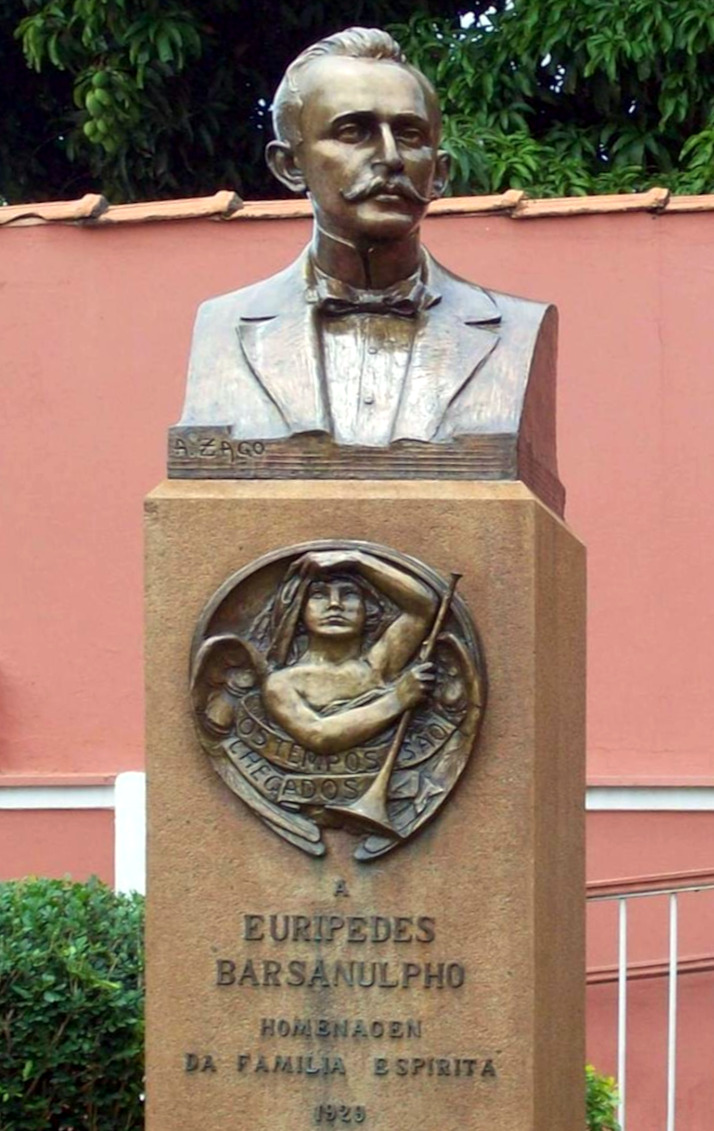
Mémorial Euripedes Barsanulfo, à Sacramento, Brésil, en 2007.

Dans le domaine de l'éducation, la féministe Anália Franco (1856-1919) s'illustre par l'ouverture de dizaines d'écoles maternelles et de bibliothèques. Son nom reste celui de la première femme spirite brésilienne qui donne au mouvement un rôle social et culturel fort, sans mettre en avant son aspect religieux.
Dans l'État du Minas Gerais, trois grandes figures du spiritisme popularisent la doctrine au cours du XXe siècle. Eurípedes Barsanulfo (1880-1918), dont la réputation de médium-guérisseur attire les foules, inaugure en 1907 à São Paulo le collège Allan Kardec en introduisant pour la première fois dans le pays la mixité dans les classes.
José Pedro de Freitas (1921-1971), surnommé « Zé Arigó », se découvre médium-guérisseur également en fréquentant les centres spirites, avant de faire affluer les malades et les reporters du monde entier.

#### Des années 1930 au années 1980
Mais c'est surtout Francisco Cándido Xavier (1910-2002), médium guérisseur et psychographe qui, en produisant plus de 400 livres et en participant aux émissions de télévision les plus suivies de l'époque, qui aide la fédération spirite brésilienne à étendre son influence auprès des gouvernements militaires successifs, popularisant un discours nationaliste et millénariste voulant que le Brésil soit « la patrie d'adoption du spiritisme » et de l’Évangile.
Aussi, dans un contexte marquée par l'apparition de l'Umbanda, les œuvres de Francisco Candido Xavier aident le gouvernement Vargas à opérer une distinction raciale entre le haut-spiritisme — kardéciste, blanc, européen, imprégné du catholicisme — et le bas-spiritisme — les candomblés et l'umbanda, noir, afro-caribéen, criminalisé — sur laquelle la fédération spirite brésilienne, majoritairement composée de fonctionnaires et de militaires en exercice, étendra son influence sur la société,. Jusqu'en 1984, seules les organisations afro-caribéennes sont contraintes de déclarer leurs manifestations au commissariat .
Le 5 octobre 1949, en marge du troisième congrès spirite panaméricain, la fédération spirite brésilienne instaure le Pacto Áureo (Pacte Noble),, qui engage les signataires à suivre un modèle de spiritisme rigoureusement religieux. Toujours en vigueur, ce pacte permet de circonscire le champ du spiritisme kardéciste dans les religions brésiliennes. Il permet également à ces organisations d'exclure de leur propre champ, de mettre à l'index, toute organisation ou personne s'en écartant.
Représenté par plus de 6 millions de membres et 20 millions de sympathisants au début des années 2000, le spiritisme est officiellement reconnu au Brésil comme une religion,. De ce fait, les œuvres sociales spirites ont le droit d'être reconnues d'utilité publique,. On compte un grand nombre de crèches, d'orphelinats, d'écoles professionnelles, de bibliothèques, de cliniques, d’hôpitaux, de dispensaires, de maisons de retraites et de cabinets de médiums qui jouissent d'une légitimité et d'une légalité. Sur le terrain, le mouvement s'appuie sur près de 10 000 centres dont les plus importants accueilleraient près de 6 000 personnes par jour, pour des services d'assistance allant du conseil juridique à la désobsession. Les hôpitaux psychiatriques spirites sont subventionnés et pourvus de médecins diplômés d'État. Ces établissements ont ainsi développé un mode de soin original qui considère que des troubles mentaux peuvent provenir d'évènements survenus lors d'une vie antérieure ou de l'influence d'esprits hostiles au patient.

#### Des années 1980 aux années 2010
Au cours du XXe siècle, la fédération spirite brésilienne est devenue l'interlocuteur privilégiée auprès des différents gouvernements qui vont se succéder des années 1930 jusqu'aux années 1980. Au début des années 1990, elle fonde le Conseil spirite international, à la tête d'un réseau transnationale qui étend le Pacto Aureo brésilien aux autres nations membres en échange d'un appui logistique et humain, entrant en concurence directe avec la Fédération spirite internationale fondée en 1923, à Liège.
Dans le même temps, le mouvement spirite brésilien se précise, avec d'un côté des organisations progressistes qui s'oppose au conservatisme des organisations historiques. La confédération spirite panaméricaine, laïque et essentiellement argentine depuis les années 1950, retrouve des membres brésiliens.
Au côté de l'association des militaires spirites, de nombreuses organisations civiles voient le jour, comme l'association des magistrats spirites (fondée en 1999), l'association médico-spirite (fondée en 1995), l'association des psychologues spirites (fondée en 2003), même l'association des artistes spirites (fondée en 2004), et une association de pédagogie spirite (fondée en 2004), etc. Cette diversité traduit des dissentions aux sein du mouvement qui ne feront que s'exacerber au fils du temps, notamment sur les questions de société (homosexualité, avortement, droit des indigènes, économie, etc).
Le spiritisme (espiritismo) comme sujet d'étude entre au programme des universités publiques comme celle de São Paulo. Le ministère de l'éducation brésilien inclut le spiritisme dans le programme d'étude des religions. Un musée national du spiritisme se visite à Curitiba et un autre à São Paulo. Depuis 2008, la chaîne nationale Rede TV diffuse chaque dimanche après-midi une émission sur le spiritisme Transição (Transition). Le théâtre et le cinéma brésiliens produisent des œuvres inspirées de l'histoire du spiritisme comme Bezerra de Menezes, Chico Xavier ou Nosso Lar, qui sont des succès au box-office.
Par l'article de loi PL 291 voté en 2007, le parlement brésilien a instauré chaque 18 avril comme « journée nationale du Spiritisme », en mémoire de la date de première parution du Livre des Esprits. En avril 2007, lors d'une séance solennelle de la Chambre des députés, les députés brésiliens ont officiellement reconnu le rôle du mouvement spirite dans le développement du pays.

La religion spirite au Brésil
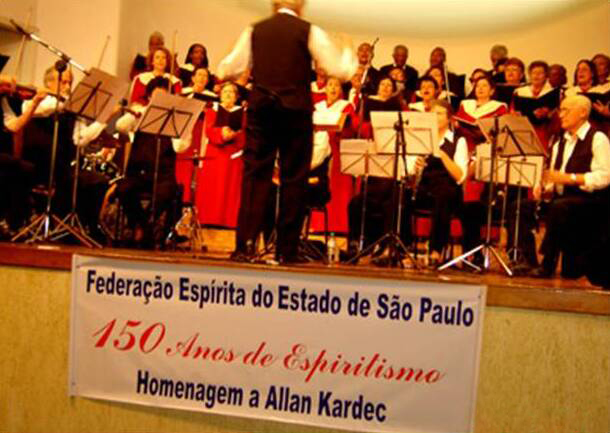
Concert pour la célébration de 150 ans de spiritisme, São Paulo, 20 novembre 2007.
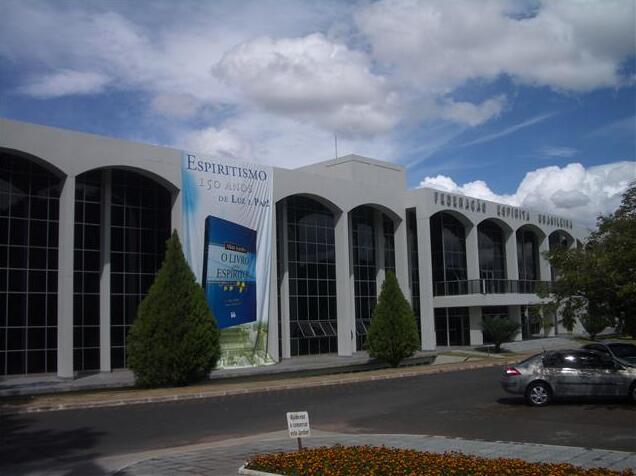
Façade de la Fédération spirite brésilienne (FEB), à Brasilia, en 2007.
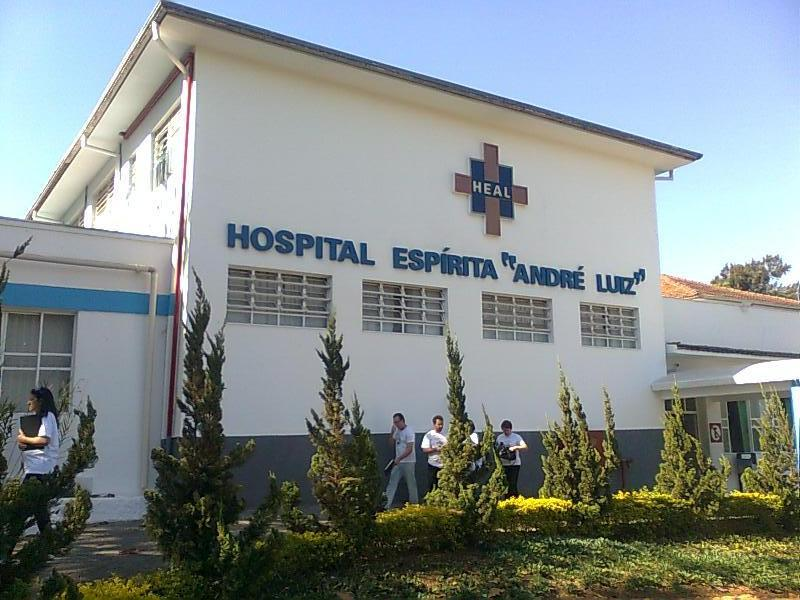
Hôpital spirite André Luiz, à Betania, dans la banlieue de Belo Horizonte en 2008.
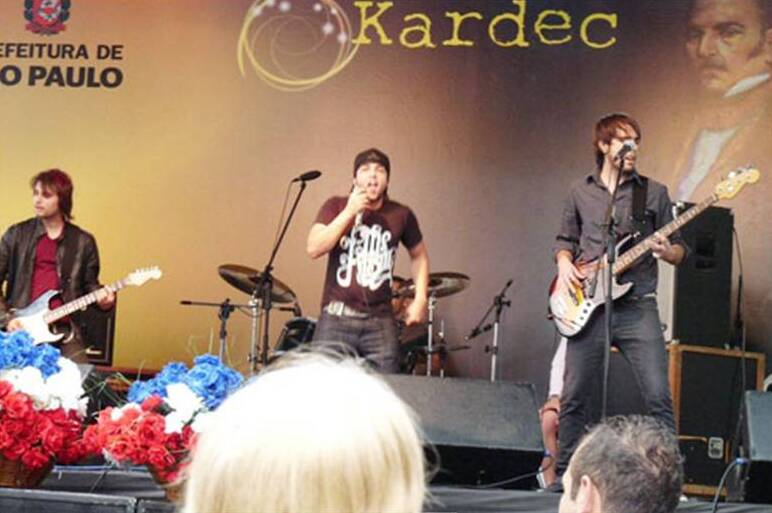
Festival spirite à São Paulo en avril 2010. Les bouquets de fleurs sont aux couleurs de la France.
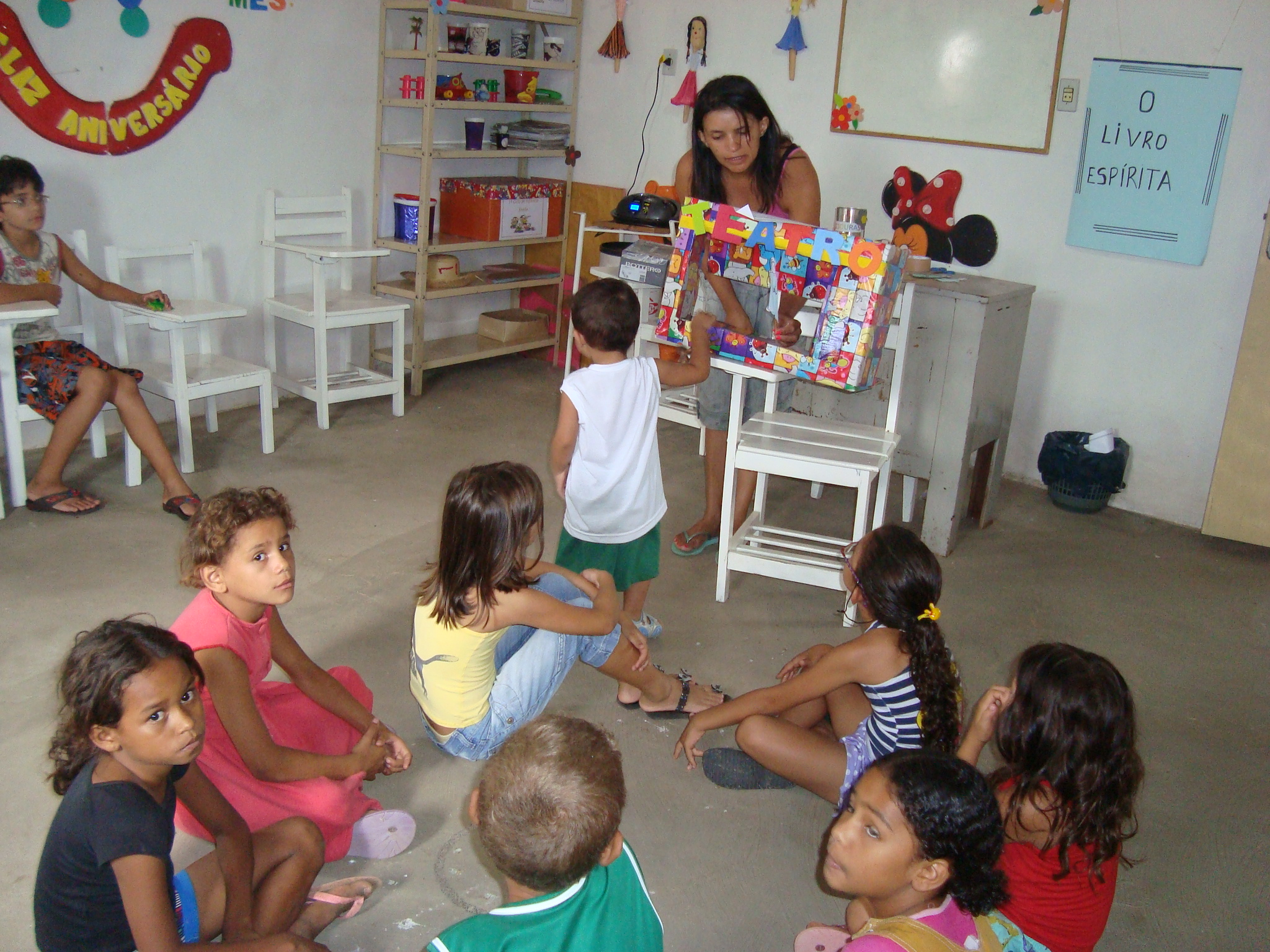
Cours de catéchisme spirite au centre spirite de Boa Ventura, état de Paraiba, Brésil, 2010.

#### Des années 2010 à 2020
Au début de la décennie, une série de scandales éclatent au sein du mouvement spirite, révélant des différences devenues manifestes. Ce mouvement se distingue du spiritisme officiel en s'organisant principalement sur les réseaux sociaux sous forme de groupes et parfois d'organisations qui défendent un point de vue progressiste du spiritisme, critiquant et se distanciant des positions défendues par les organisations spirites religieuses et celles qui leurs sont proches, dénonçant un conservatisme religieux et un rapprochement avec d'autres organisations politiques et religieuses connues pour leur dogmatisme et des positions politiques rigoureusement conservatrices,.
Aussi, lors du dernier recensement sur l'appartenance religieuse, la proportion de personnes se déclarant spirites diminue, mais reste le troisième groupe religieux du pays,.

### L'expansion en Amérique latine
En Argentine, Cosme Marino (1847-1927) lance le mouvement spirite et reçoit le surnom de « Kardec argentin ». Au Mexique, Francisco I. Madero (1873-1913), président du pays de 1911 à 1913, traduit en espagnol le livre Après la mort de Léon Denis et favorise la diffusion du spiritisme dont il est adepte.
À Cuba, la doctrine spirite s'est aussi diffusée dès le XIXe siècle et fait maintenant partie des traditions locales. Les autorités cubaines répertorient plus de quatre cents groupes spirites et ce mouvement concernerait environ 17 % de la population de l'île.

## La situation actuelle
Quasiment oublié dans la France où il est né, le mouvement spirite y conserve encore quelques milliers d'adeptes et reprend de la vigueur depuis les années 1980 grâce à l'action de la fédération spirite brésilienne. Il est maintenant installé dans la plupart des pays dans le monde et doit l'essentiel de sa croissance à la diaspora brésilienne qui exporte le modèle de fonctionnement propre au Brésil ; considéré comme le « maior país espírita do mundo » — le principal pays spirite du monde. Elle s'appuie sur les « auteurs médiums » contemporains comme Divaldo Pereira Franco, Raul Teixeira et Yvonne do Amaral Pereira ou sur des journalistes comme André Trigueiro (Spiritisme et écologie) et écrivains comme Herculano Pires, Deolindo Amorim, Carlos Torres Pastorino, Emídio Brasileiro, Hermínio C. Miranda, Cairbar Schutel  et autres auteurs, ainsi que sur l'enseignement d'un catéchisme spirite dès le plus jeune âge,.
Au niveau mondial, les différentes tendances du spiritisme sont représentées par trois organisations internationales : la confédération spirite panaméricaine, qui organise une tendance laïque, le Conseil Spirite International qui organise une tendance religieuse, « christique » ; selon des sources journalistiques, fédère plus de vingt millions de « pratiquants réguliers », dans vingt-quatre pays membres ; et la Fédération spirite internationale, qui fédère toutes les formes de spiritisme dans le monde.
D'autres sources font état de treize millions de spirites, qui associent souvent leur philosophie à la culture française :

« La plupart des Français ignorent ce qu'est réellement le spiritisme, et jusqu'au nom d'Allan Kardec. J'étonnerai sans doute beaucoup de lecteurs en leur révélant, pour terminer, que le rayonnement du génie français à l'étranger n'est pas toujours dû en premier lieu, comme ils le supposent, à Voltaire, à Rousseau, à la Révolution, à Napoléon ou à Pasteur, mais parfois à Allan Kardec et à son spiritisme. »

— Jacques Lantier, Le Spiritisme ou l'aventure d'une croyance, dernière ligne de la conclusion.
En France, pays de naissance d'Allan Kardec et du spiritisme, une trentaine de centres spirites rassemblent au maximum quelques milliers de sympathisants ou centaines d'adhérents sous l'égide de plusieurs associations.
Par ailleurs, le spiritisme serait très répandu en Islande,, sans que son importance apparaisse dans les statistiques officielles.

## Résumé de la doctrine spirite
La doctrine spirite, codifiée par Kardec, repose à la fois sur une méthode voulue expérimentale et sur une philosophie dite « morale ».

### Principes du spiritisme expérimental
Selon la doctrine spirite, l’être humain serait schématiquement constitué de trois éléments, :
1. les différentes matières organiques, les os, les muscles, le sang, etc. Cet ensemble constitue le corps physique ;
2. la personnalité, l’intelligence, la conscience, la volonté, etc. Cet ensemble constitue l'esprit ;
3. l’énergie qui met en mouvement les muscles, le cœur, etc., et qui détermine la force du corps, sa vigueur, sa santé. Cet ensemble constitue le périsprit.

Au moment de la naissance, les trois éléments se trouveraient intimement liés. Après le décès, le corps serait dissout et recyclé par la nature, l’esprit survivrait éternellement et l’énergie resterait systématiquement attachée à l’esprit (d’où son nom de périsprit). Comme cette énergie possèderait la faculté d’agir sur la matière (puisqu’elle animait le corps physique), alors elle pourrait encore être utilisée par l’esprit pour se manifester. Cette manifestation serait facilitée par la présence d’un ou plusieurs médiums.
Un médium désigne une personne qui s’entraînerait à transmettre une part de sa propre énergie aux esprits. Selon les spirites, les habitants de l'au-delà utiliseraient cette énergie pour agir, soit sur les objets à proximité, soit directement sur le corps du médium qui deviendrait alors l'instrument des esprits.

### Principes de la philosophie spirite

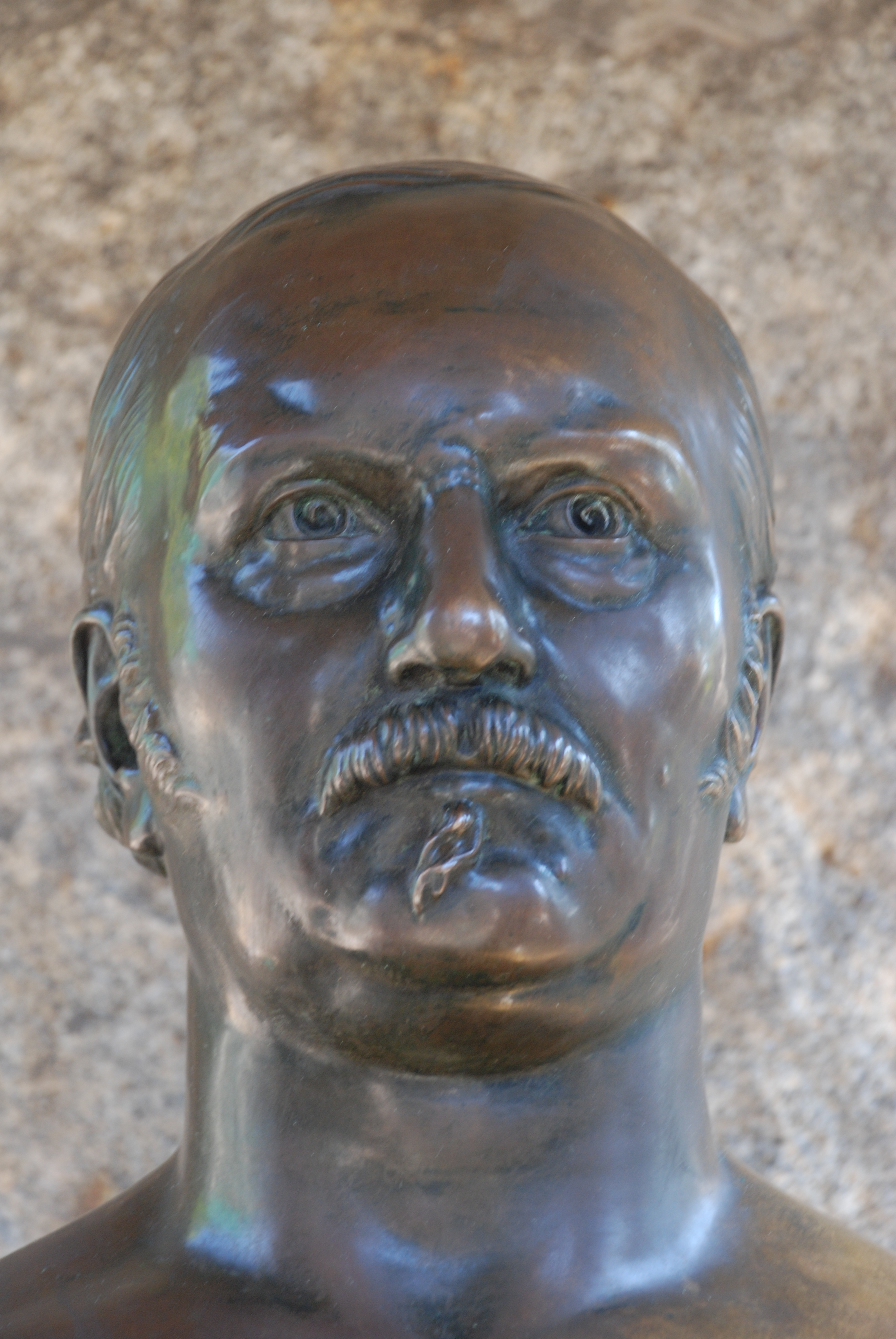
Buste d'Allan Kardec.

La philosophie spirite développe les concepts suivants :
Les spirites croient que Dieu a créé l'homme sous la forme d’un esprit. C’est en tant qu’esprit que chaque créature est destinée à évoluer vers toujours plus de perfection. Pour réaliser cette progression, Dieu a donné une recommandation et avec elle le libre arbitre, c’est-à-dire la liberté et la responsabilité. Dieu a simplement prescrit aux hommes de l’aimer et d’aimer leurs semblables. C’est-à-dire de faire pour les autres ce que nous voudrions qu’ils fassent pour nous. À ce titre, Jésus de Nazareth représente un modèle exemplaire. Cette loi universelle conduit au progrès, puis à la perfection,,.
Pour progresser ou pour réparer d'éventuelles erreurs, les esprits peuvent s’incarner. Chaque humain sur Terre est l’un de ces esprits incarnés. C’est-à-dire temporairement lié à un corps de matière et sans souvenirs. La naissance provoque une amnésie temporaire, ainsi les actes de la vie restent spontanés et non pas conditionnés par la mémoire antérieure ou par des souvenirs pénibles. Les mauvais penchants de chacun, ainsi que ses vocations, sont des indications sur la raison de son incarnation. La vie terrestre est un temps d’épreuves et de probation destiné à corriger les défauts et à enseigner l’amour et la charité. Une personne peut être incarnée plusieurs fois. Le nombre et les conditions des incarnations dépendent de la manière dont une personne choisit de progresser. Les conditions de la vie sur la Terre découlent de situations antérieures à la naissance et également des décisions prises en cours de vie. Après le décès, la position occupée dans la vie spirituelle correspond également au mérite personnel,,.
Les spirites pensent que les esprits non incarnés peuvent communiquer avec l’humanité. Selon eux, l’objectif de cette communication avec l’au-delà est double. Premièrement, obtenir des informations sur la vie éternelle et deuxièmement en tirer un enseignement pratique. Les esprits arrivés à un haut niveau témoignent de leur joie et enseignent comment atteindre un bonheur semblable. Les esprits encore peu évolués sollicitent des conseils et attestent de leur souffrance causée par leur manque d'amour et de charité,,.
Les principaux slogans imprimés sur les ouvrages spirites sont : « hors la charité point de salut » (slogan le plus courant), « il n’y a de foi inébranlable que celle qui peut regarder la raison face à face », « naître, mourir, renaître encore et progresser sans cesse, telle est la loi » (inscription au fronton de la tombe d’Allan Kardec, cimetière du Père-Lachaise, Paris).

### Lois morales du spiritisme

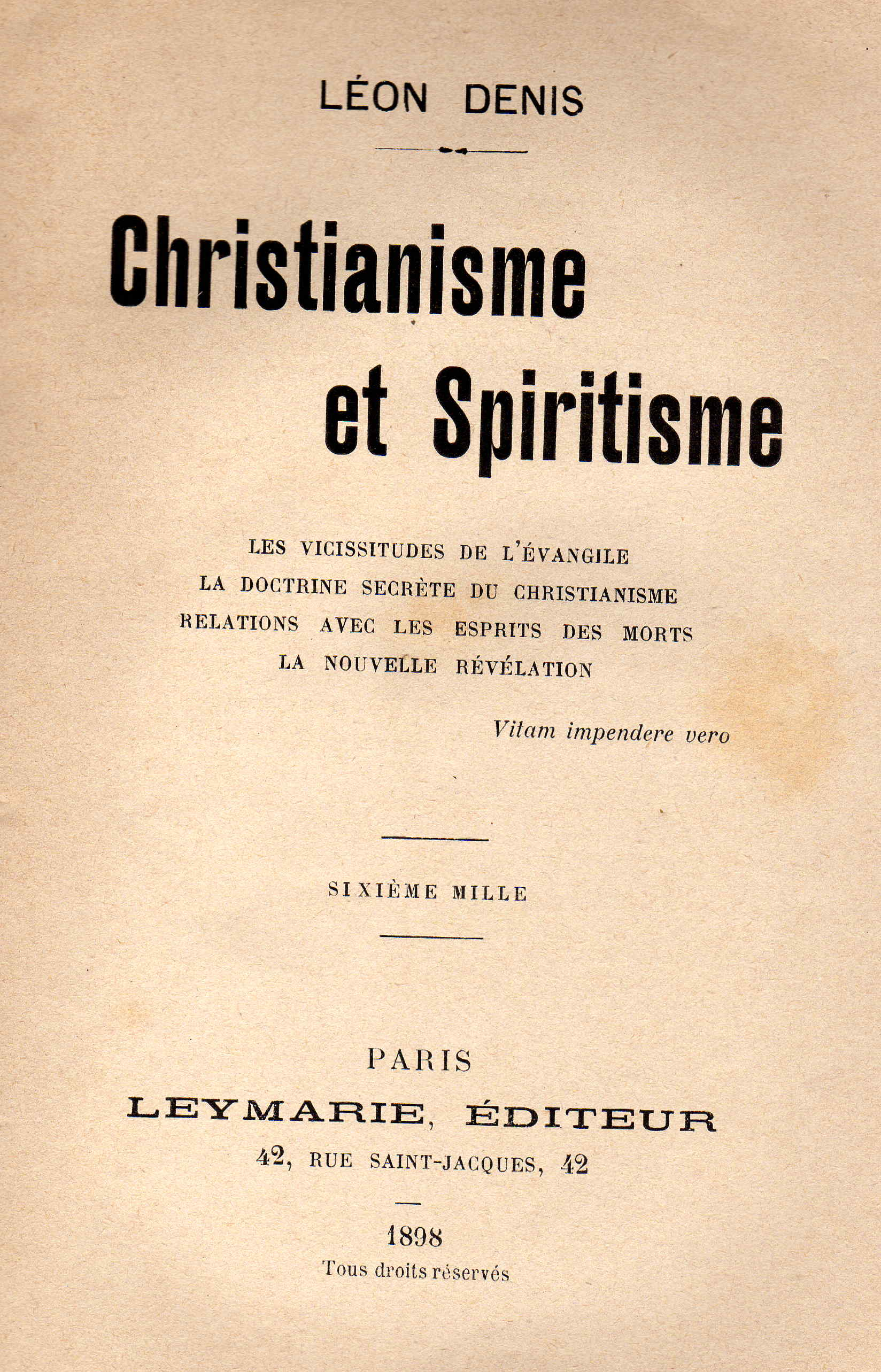
Livre de Léon Denis faisant le lien entre la morale chrétienne et les lois morales du spiritisme.

La philosophie spirite est régie par dix lois dites « morales ».
La première est la loi d'adoration, selon laquelle L'union avec Dieu passe par la prière, mais davantage encore par les actes.
La loi du travail pose que les efforts conduisent à l'évolution personnelle et au progrès général.
La loi de reproduction encourage le mariage et désapprouve l'avortement.
La loi de conservation incite à préserver les moyens de subsistance tout en réprouvant le suicide.
La loi de destruction explique que les catastrophes provoquent de la souffrance à court terme, mais stimulent le progrès général quand il est trop lent.
La loi de société précise que l'homme ne peut progresser qu'en rendant service à ses semblables et que l'égoïsme et l'érémitisme sont des entraves au progrès.
La loi de progrès pose que l'intelligence et la morale n'avancent pas toujours de front, mais finissent toujours par s'équilibrer.
La loi d'égalité proclame que les inégalités sont transitoires, qu'elles sont une école pour s'améliorer et que l'égalité est la norme naturelle.
La loi de liberté considère que le libre arbitre est sacré et que l'oppression des consciences est un crime.
La loi de justice et d'amour enfin prône que la justice divine ne prend en compte que l'amour apporté à Dieu, à soi-même et aux autres.

### L'échelle spirite
L'échelle spirite est un des points importants de la doctrine. Selon cette philosophie, le décès d’une personne ne la rend ni meilleure ni pire qu’auparavant et les habitants de l’au-delà affichent toutes les qualités et tous les travers de leur personnalité d'antan explique le docteur Paul Gibier dans Le spiritisme, étude historique, critique et expérimentale (1886),. Il en résulte une catégorisation des esprits qui s'organise en une échelle. Il s'agit cependant d'une classification approximative puisque, selon la doctrine, les esprits ne sont absolument pas enfermés dans une catégorie, chacun pouvant progresser librement.

#### Les «esprits imparfaits»
Selon la philosophie spirite, les esprits dits « imparfaits » sont dominés par leurs passions et restent très attachés au monde matériel. Leurs propos peuvent être injurieux, arrogants ou stériles. Ils expriment leur malheur causé par la perte des honneurs ou des plaisirs terrestres. Ce type d’esprits se répartit en sous-catégories :
Il existe tout d'abord les esprits impurs qui se montrent vicieux et qui promettent gloire et fortune. Les esprits légers sont quant à eux désœuvrés et cherchent à s'amuser aux dépens du groupe spirite. Les esprits faux-savants prétendent tout connaître et inventent des réponses fantaisistes sur tous les sujets. Les esprits neutres s'avèrent inoffensifs, mais restent obsédés par leur ancienne vie (certains d’entre eux s’imagineraient encore vivants). Enfin, les esprits perturbateurs se montrent tapageurs et stériles dans leurs actions,.
Selon Allan Kardec, un groupe spirite a pour mission de soulager ces esprits :

« Parmi les Esprits inférieurs, il y en a qui sont malheureux. Quelles que puissent être les fautes qu'ils expient, leurs souffrances sont des titres d'autant plus grands à notre commisération, que personne ne peut se flatter d'échapper à cette parole du Christ : « Que celui qui est sans péché lui jette la première pierre. » La bienveillance que nous leur témoignons est un soulagement pour eux ; à défaut de sympathie, ils doivent trouver l'indulgence que nous voudrions que l'on eût pour nous. »

— Le Livre des médiums, seconde partie, chapitre XXV, paragraphe 280

#### Les «bons esprits»
Selon la philosophie spirite, les « bons esprits » sont résolument tournés vers le monde spirituel et ne conservent que quelques habitudes terrestres. Ils ressentent du bonheur à faire le bien et constituent une communauté solidaire. Ils possèdent une bonne compréhension de Dieu et de l’infini. Ils s’opposent efficacement à l’influence des esprits imparfaits. Ce type d’esprits se répartit en quatre sous-catégories :
Les esprits bienveillants cherchent à devenir les protecteurs du groupe spirite et de leurs proches restés sur Terre. Les esprits savants se spécialisent quant à eux dans un domaine (musique, dessin, littérature, médecine, etc.) Les esprits sages développent des qualités spirituelles (comme la sérénité, la paix intérieure, la sagesse, etc.) Les esprits supérieurs enfin professent un enseignement d’un haut niveau moral et intellectuel,.
Selon Allan Kardec, un groupe spirite a pour mission d'écouter ces esprits :

« Le degré de supériorité ou d'infériorité des Esprits indique naturellement le ton qu'il convient de prendre avec eux. Il est évident que plus ils sont élevés, plus ils ont droit à notre respect, à nos égards et à notre soumission. »

— Le Livre des médiums, seconde partie, chapitre XXV, paragraphe 280

#### Les «purs esprits»
Totalement détachés de la matière et arrivés par leurs efforts dans de hautes sphères, les purs esprits n’ont plus besoin de s’incarner. S’ils le font, c’est un sacrifice auquel ils consentent afin de réaliser une mission au bénéfice de l’humanité. La tradition populaire les désigne sous les noms d'anges, archanges ou séraphins,,.

## Symbolisme

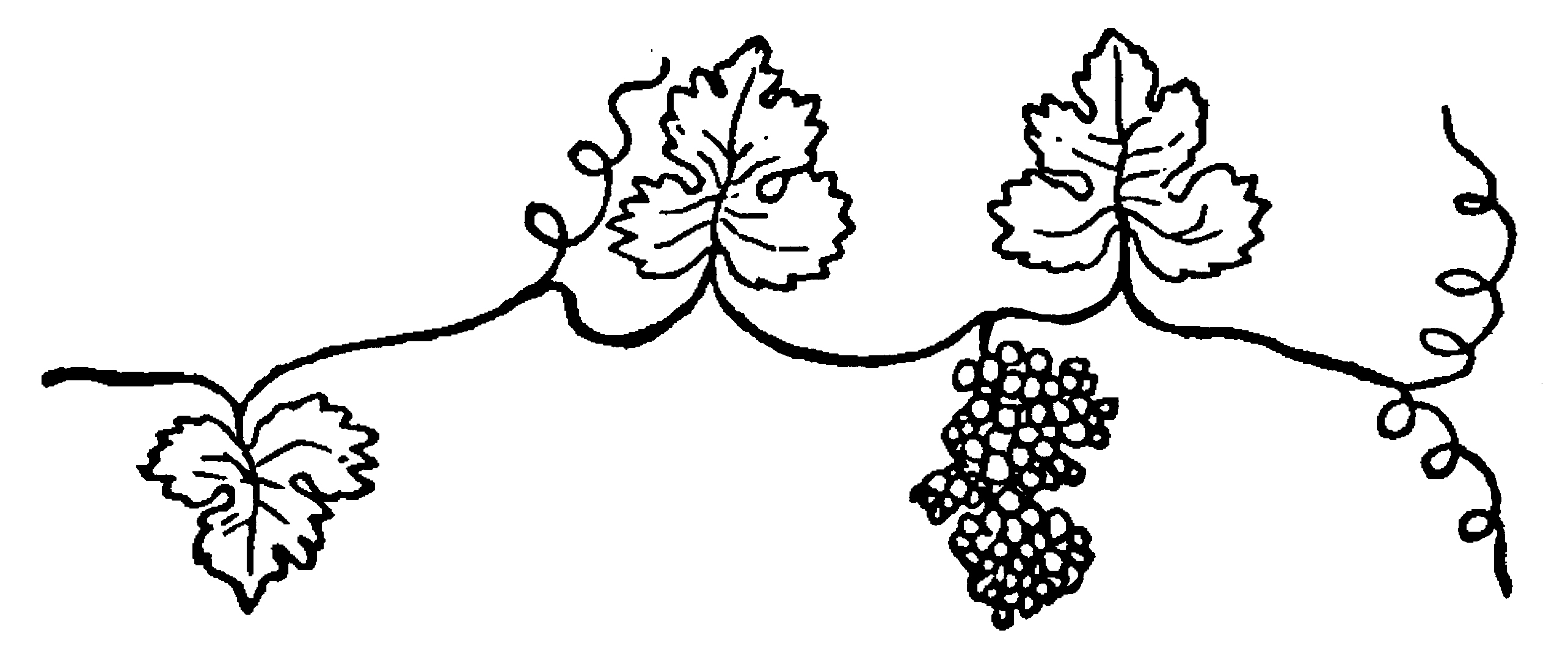
Unique dessin imprimé sur l'édition originale du Livre des Esprits

Le spiritisme n'accorde pas d'importance aux symboles ou aux rituels. Cependant, le cep de vigne est parfois représenté sur les œuvres spirites en raison de ce passage du Livre des Esprits :

« Tu mettras en tête du livre le cep de vigne que nous t'avons dessiné, parce qu'il est l'emblème du travail du Créateur ; tous les principes matériels qui peuvent le mieux représenter le corps et l'esprit s'y trouve réunis : le corps c'est le cep ; l'esprit c'est la liqueur ; l'âme ou l'esprit unis à la matière, c'est le grain. L'homme quintessencie l'esprit par le travail et tu sais que ce n'est que par le travail du corps que l'esprit acquiert des connaissances. »

— Le Livre des Esprits, prolégomènes, page 2

## Sociologie du spiritisme

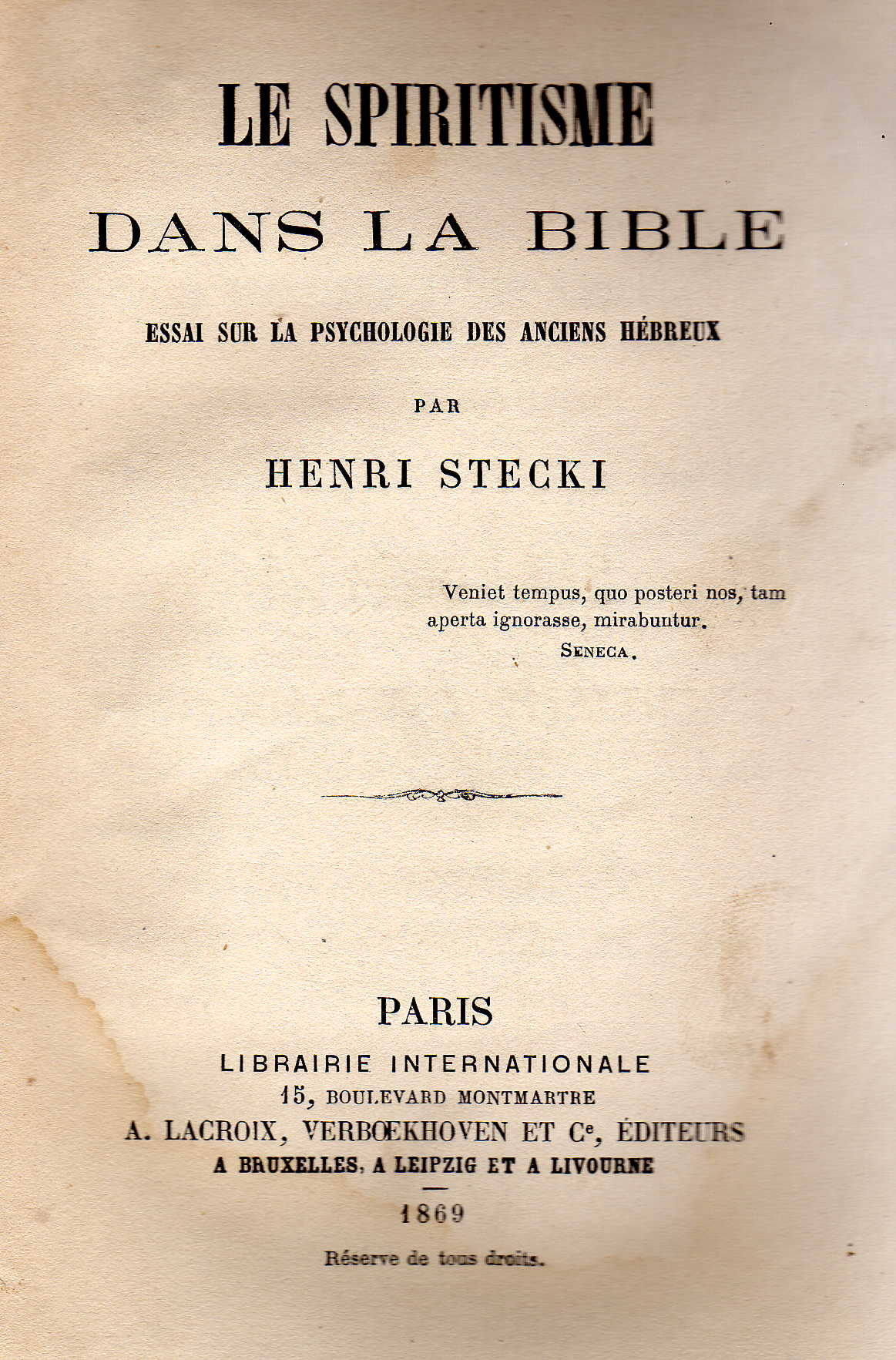
Pour des auteurs spirites, les miracles de la Bible sont explicables à la lumière du spiritisme.

En tant que mouvement social non conventionnel, aussi bien préoccupé par le progrès que par la morale, le spiritisme est parfois qualifié de « religion laïque » ou de « religion sans clergé » Il associe en effet les bases du christianisme avec l'idée de la réincarnation,, que remarque notamment Sir Arthur Conan Doyle dans son Histoire du spiritisme (1926-1927). Il fonde ses concepts à la fois sur la tradition celte et sur la tradition chrétienne,. Cette « religion de libres penseurs » conforte la croyance en Dieu et à l'au-delà et s'oppose de fait à l'athéisme selon Djénana Kareh Tager.
Le spiritisme se fonde en grande partie sur l'enseignement moral de Jésus, qui est constamment cité en exemple dans tous les ouvrages de Kardec. Si Jésus n'est pas considéré comme Dieu, il est vu comme le plus haut des esprits incarnés sur la Terre, comme un guide et comme un médium sans pareil. Tel que présenté par Kardec, « le spiritisme n'était que la réaffirmation des principes chrétiens fondamentaux ». Par conséquent, des sociologues classent ce mouvement comme un courant du christianisme,,,, bien qu'il existe aussi quelques groupes spirites musulmans. Les spirites se défendent pourtant d'appartenir à une religion et pensent plutôt adhérer à une philosophie.
La doctrine spirite se veut une science naturelle qui réfute l'existence de faits miraculeux ou surnaturels. Elle rejette le principe de la foi aveugle au profit de la preuve en cherchant à s'appuyer sur l'expérimentation. Cette philosophie affirme que c'est par la recherche scientifique que l'homme peut étendre ses connaissances à propos de la vie après la mort. Elle puise ses convictions à la fois dans l'animisme primitif et dans les méthodes de la science moderne. Allan Kardec estime que l'étude scientifique est le fondement d'une « foi raisonnée » car, selon lui, la foi ne peut s'appuyer que sur les faits et la logique. Ainsi, la philosophie des esprits déclare possible et nécessaire l'union de la science et de la religion. Pour ces raisons, le spiritisme kardéciste est parfois qualifié de « métaphysique matérialiste » ou de « religion scientifique ».
Par ailleurs, comme la philosophie de Kardec considère que toutes les composantes de l'univers sont continuellement sur le chemin de l'évolution, le spiritisme fait beaucoup pour répandre le darwinisme dans les milieux populaires du XIXe siècle.

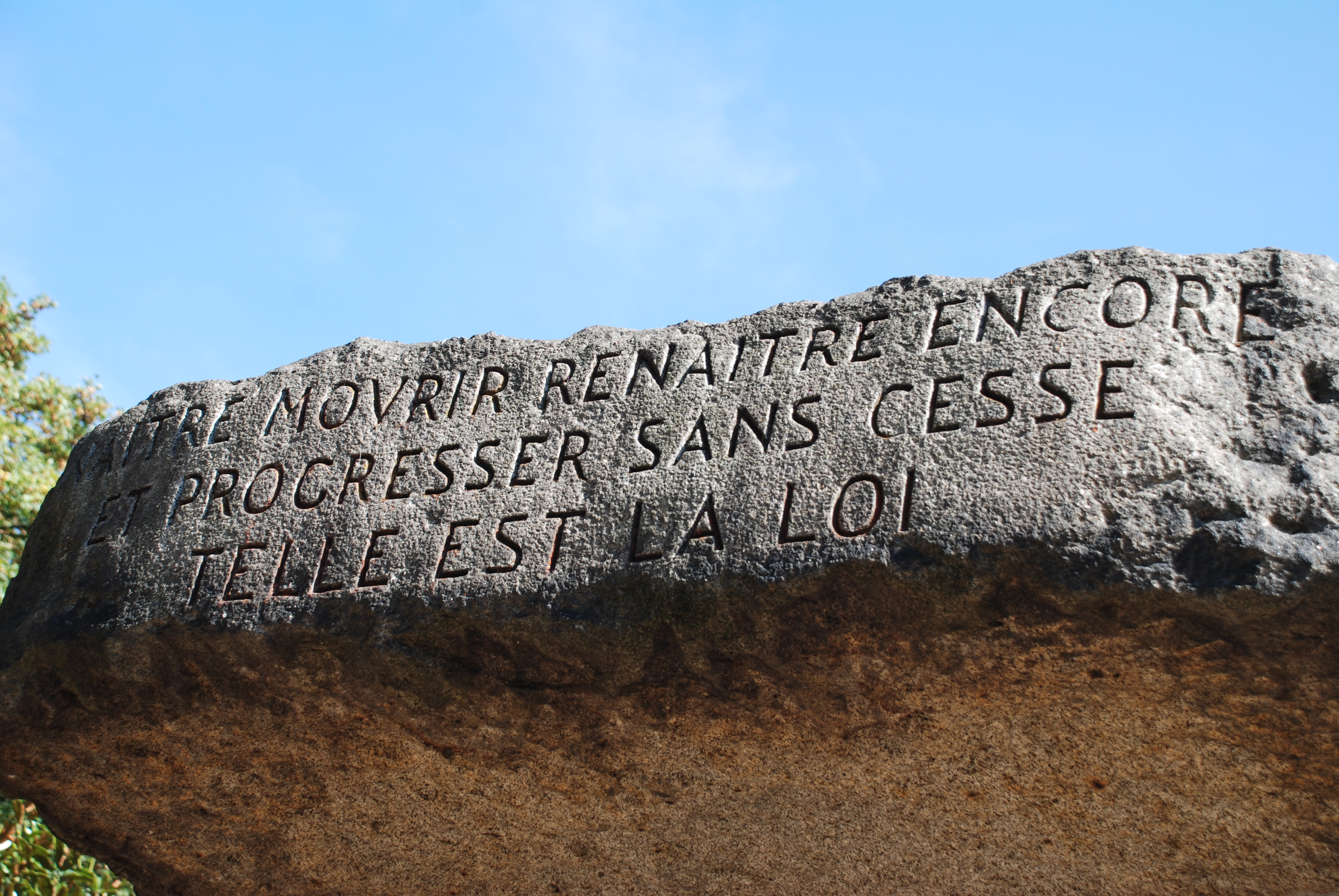
Inscription au fronton de la tombe d'Allan Kardec : Naître, mourir, renaître encore et progresser sans cesse, telle est la loi.

Enfin, en raison du fait que le spiritisme lutte au XIXe siècle pour le progrès social, pour le vote des femmes, contre la peine de mort, pour l'abolition de l'esclavage et le désarmement, des sociologues considèrent que ce mouvement rejoint par certains côtés le socialisme et même l'anarchisme. Vécu comme un travail d'auto-amélioration moral, le spiritisme fait partie des courants réformateurs de la société, quelquefois qualifié de « socialisme chrétien ».

## Mouvements religieux directement inspirés du spiritisme
Trois mouvements religieux modernes sont directement issus de la pensée d'Allan Kardec.
En premier lieu, l'antoinisme, fondé en Belgique par Louis-Joseph Antoine (1846-1912) et actuellement classé parmi les « religions de guérison » qui découle du spiritisme. Ensuite, le caodaïsme, fondé dans les années 1920 au Vietnam par Ngô-Van-Chieü, allie philosophie spirite, Confucianisme, Taoïsme et Bouddhisme. Par ailleurs, le channeling est parfois considéré comme le « spiritisme du mouvement New Age ».
Au Brésil, de nombreuses pratiques assimilées ou héritière du spiritisme brésilien ont vues le jour. On peut évoquer l'umbandisme, né dans les années 1920 qui associe le spiritisme aux religions afro-brésiliennes ; à partir des années 1980, on constate l'apparition de branches associant le spiritisme au new-age, donnant la projectiologie/conscienciologie (pt) de Waldo Vieira, l'apométrie (pt) de José Lacerda, le spiritisme « holistique » de Robson Pinheiro (pt) et le spiritisme néo-ésotérique et « d'entraide » de Luiz Antonio Gasparetto (pt).

## Psychiatrie et spiritisme
Commentant le succès du mouvement spirite, le psychiatre Pierre Janet, voit dans Le Livre des Esprits de Kardec « un guide non seulement pour les spirites, mais également pour les esprits eux-mêmes ». Les psychologues et psychiatres de la fin du XIXe siècle s'y intéressent en effet et le spiritisme, par ses cas pratiques, permet de nouvelles conceptions de la maladie mentale et du champ métapsychique.
L'avènement du spiritisme joue « un rôle capital dans l'histoire de la psychiatrie dynamique », dans la mesure où il fournit indirectement aux psychologues d'alors de nouvelles méthodes pour étudier l'esprit humain d'après Henri F. Ellenberger. Ainsi, l'écriture automatique, qui est inventée par les spirites, a été l'un des premières méthodes d'exploration de l'inconscient, et étudiée notamment par Frederic W. H. Myers en 1885. L'engouement pour le spiritisme permit aussi d'étudier le « somnambulisme artificiel » caractéristique d'un nouvel état psychique, la transe médiumnique mais aussi l'hallucination ou le rêve télépathique. Le psychologue Michel Chevreul fait ainsi des expériences sur le phénomène de médiumnité et sur les tables tournantes et Jean-Martin Charcot démontre que ce phénomène favorise la compréhension des délires et hystéries.
D'autre part, le spiritisme ravive l'intérêt scientifique pour l'hypnotisme et aboutit, de fait, à « construire un nouveau schéma structurel de l'esprit humain. » Le spiritisme, indirectement, favorise la naissance des deux écoles de la psychiatrie dynamique moderne, celle de Nancy et celle de la Salpêtrière.
La psychiatrie s'intéresse particulièrement à la figure du médium. Theodore Flournoy est le premier à étudier les médiums de façon systématique dans son ouvrage Des Indes à la planète Mars (1900). Il est suivi par Carl Gustav Jung qui y consacre une partie de sa thèse de médecine intitulée Psychologie et pathologie des phénomènes dits occultes. Un cas de somnambulisme chez une fille d'origine pauvre (médium spirite) (1902).

## Critiques et controverses

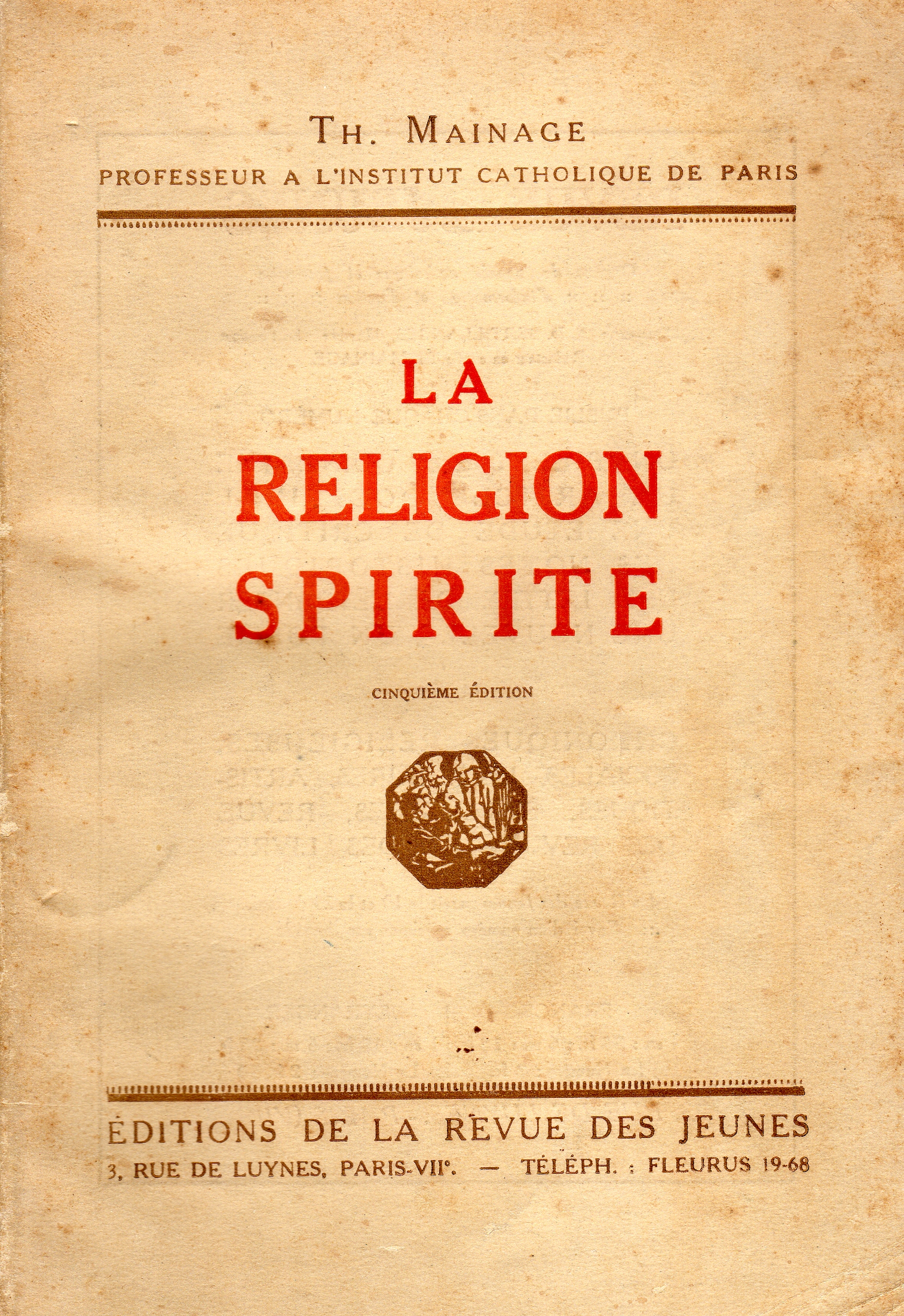
Ouvrage catholique officiel d'opposition au spiritisme (1921).

### René Guénon
Dès sa naissance, le spiritisme et son fondateur sont critiqués par les milieux ésotériques, politiques, médicaux, scientifiques et religieux. C'est tout d'abord René Guénon, figure de la littérature ésotérique, qui en 1923 qualifie Kardec d'« hypnotiseur » :

« Sous l'empire de sa volonté énergique, ses médiums étaient autant de machines à écrire, qui reproduisaient servilement ses propres pensées. Si parfois les doctrines publiées n'étaient pas conformes à ses désirs, il les corrigeait à souhait. On sait qu'Allan Kardec n'était pas médium, il ne faisait que magnétiser des personnes plus impressionnables que lui. »

— René Guénon citant Daniel Dunglas Home dans L'erreur spirite
Dans le même ouvrage, René Guénon déclare que le spiritisme est « une pseudo-religion » et qu'il s'agit de « la forme la plus simpliste et la plus grossière de toutes les doctrines néo-spiritualistes ». Guénon qualifie par la suite Kardec « d'instituteur socialiste ».

### Politique, médecine et parapsychologie
En 1910, de la tribune de la Chambre des députés, l'écrivain Maurice Barrès dénonce le spiritisme au nom de la droite nationaliste :

« Partout où en France disparaît la foi catholique, elle est remplacée par des superstitions, de l'hypnotisme, le charlatanisme des spirites et les instituteurs faisant tourner les tables. »

À la même époque, au Brésil, un projet de loi envisage de rendre tout simplement le spiritisme illégal, mais n'aboutit pas. La doctrine spirite est alors critiquée pour son discours politique qui associe les ectoplasmes à des thèses progressistes, pacifistes et féministes.
Par ailleurs, si de nombreux médecins métapsychistes espèrent découvrir dans les phénomènes spirites des facultés inconnues de l'homme, d'autres dénoncent les effets néfastes du spiritisme sur la santé mentale des pratiquants. Les médiums en particulier risqueraient un effacement de leur conscience et de leur volonté sous l'influence d'une entité, selon les spirites, ou des fantasmagories de l'inconscient, selon les sceptiques. Ainsi, durant la première moitié du XXe siècle, plusieurs médecins représentatifs du corps médical affirment que la pratique du spiritisme favorise le déclenchement de troubles mentaux chez les individus prédisposés.
Du côté de l'Académie des sciences, la plupart des savants du XIXe siècle n'accordent aucun crédit aux manifestations supposées des esprits. Deux grands savants adhèrent néanmoins aux idées spirites : William Crookes (1832-1919) qui améliore le tube cathodique et Charles Richet (1850-1935), prix Nobel de médecine. Les rédacteurs du Larousse de l'édition 1876 participent à la polémique et rédigent ainsi les articles « Spiritisme » et « Kardec »:

« « Spiritisme » : il y a lieu, non point d'apprécier le spiritisme, on ne juge point en elles-mêmes d'aussi tristes folies, mais de l'expliquer et de lui assigner une place dans le cadre des maladies mentales. »

« « Kardec » : il contribua à répandre en France et en Europe cette funeste épidémie de supranaturalisme qui fit tant de ravages dans les esprits pendant une dizaine d'années (...). Il fonda sur les chimériques manifestations des esprits un ensemble de doctrines religieuses et morales. »

De nos jours, l'auteur le plus virulent contre le spiritisme est probablement le père jésuite Óscar González-Quevedo, parapsychologue controversé, dont les livres tels que Os Espíritos e os Fenômenos Parafísicos réfutent toute manifestation des défunts dans les phénomènes spirites.

### Catholicisme et matérialisme
La hiérarchie catholique affiche aussi très tôt son hostilité et perçoit le spiritisme comme une tentative de modernisation de la nécromancie. En 1898 et en 1917, la doctrine spirite est condamnée par le Saint-Office. De manière générale, le catholicisme du XIXe siècle attribue les manifestations spirites au démon. Le clergé catholique voit dans le spiritisme une dérive interprétative de son enseignement traditionnel et rappelle que « l'Église défend au commun de ses fidèles de se livrer aux expériences spirites ». En 1861, l'évêque de Barcelone fait saisir les traductions espagnoles des livres de Kardec et ordonne leur crémation dans un autodafé publique. Les cendres sont ensuite dispersées par un prêtre hué par une foule hostile au clergé. En 1864, Le Livre des Esprits et Le Livre des médiums sont inscrits à l’Index librorum prohibitorum et l'Église de Rome en interdit la lecture à ses fidèles.
Enfin, les philosophies matérialistes affirment l'anéantissement de la conscience au moment de la mort et s'opposent diamétralement à la philosophie spirite qui se fonde sur l'hypothèse de la survivance.